# Der Hund von Baskerville (1914)
Der Hund von Baskerville ist die erste filmische Adaption des Romans Der Hund von Baskerville von Arthur Conan Doyle.

## Geschichte
1907 schrieb Richard Oswald ein Drehbuch, das auf seinem mit Julius Philipp verfassten Theaterstück Der Hund von Baskerville – Detektiv-Komödie in 4 Akten (1906) beruht, welches seinerseits auf dem gleichnamigen Roman von Conan Doyle basiert. Oswalds Adaptionen reihen sich in andere Bearbeitungen des Sherlock-Holmes- und Hund-von-Baskerville-Stoffs ein, die in dieser Zeit in Deutschland entstanden, wie etwa dem Stück Der Hund von Baskerville: Schauspiel in vier Aufzügen aus dem Schottischen Hochland. Frei nach Motiven aus Poes und Dolles Novellen von Ferdinand Bonn oder Albert Bozenhards Sherlock Holmes: Detektiv-Komödie in 4 Akten nach Conan Doyle und [William] Gillette (1906) .
Oswald arbeitete 1914 als Script Supervisor für die Union Vitascope Studios in Berlin-Weißensee.
Kriminalromanverfilmungen waren dieser Zeit sehr erfolgreich in deutschen Kinos, so dass Oswald sich in der Lage befand, ein Drehbuch basierend auf Der Hund von Baskerville zu schreiben.
1929 führte Richard Oswald erneut Regie in einer weiteren, eigenständigen Verfilmung von Der Hund von Baskerville, dem letzten Sherlock-Holmes-Stummfilm mit Carlyle Blackwell als Sherlock Holmes.

## Produktion
Richard Oswald schrieb das Drehbuch und Rudolf Meinert wurde mit der Regie beauftragt. Alwin Neuß wurde als Sherlock Holmes besetzt. Neuß hatte zuvor die Rolle des Detektivs im Film Das Milliontestament von 1910 gespielt. Der Hund von Baskerville war so erfolgreich, dass sechs Fortsetzungen produziert wurden.
| Jahr | Titel                                                       | Regie          | Holmes            |
| ---- | ----------------------------------------------------------- | -------------- | ----------------- |
| 1914 | Der Hund von Baskerville, 1. Teil                           | Rudolf Meinert | Alwin Neuß        |
| 1914 | Der Hund von Baskerville, 2. Teil – Das einsame Haus        | Richard Oswald | Alwin Neuß        |
| 1915 | Der Hund von Baskerville, III. Teil: Das unheimliche Zimmer | Richard Oswald | Alwin Neuß        |
| 1915 | Der Hund von Baskerville, IV. Teil: Der geheimnisvolle Hund | Richard Oswald | Alwin Neuß        |
| 1915 | Das dunkle Schloß                                           | Willy Zeyn     | Eugen Burg        |
| 1920 | Das Haus ohne Fenster                                       | Willy Zeyn     | Erich Kaiser-Titz |
| 1920 | Dr. MacDonalds Sanatorium                                   | Willy Zeyn     | Erich Kaiser-Titz |

Neuß spielte in den ersten vier Verfilmungen Holmes und wurde für die beiden letzten Filme durch Erich Kaiser-Titz ersetzt.